# MPSB Nr. 13 und 14 (2. Besetzung)
Die Dampflokomotiven Nr. 13 und 14 (in zweiter Besetzung) der Mecklenburg-Pommerschen Schmalspurbahn AG wurden 1937/1938 durch Orenstein & Koppel gefertigt. Nach der Übernahme der MPSB durch die Deutsche Reichsbahn erhielt die Lokomotive Nr. 14II die Betriebsnummer 99 3361. Sie ist heute in den Vereinigten Staaten erhalten.

## Geschichte
Die beiden Lokomotiven Nr. 13II und 14II waren die letzten einer Serie von Schlepptenderlokomotiven, die für die Mecklenburg-Pommersche Schmalspurbahn gefertigt wurden. Hergestellt wurden sie mit den Nummern 12 894 und 13 200 von der Firma Orenstein & Koppel. Im Gegensatz zur Vorgängerreihe Nr. 10 bis 12 hatten diese Lokomotiven eine geringere Radsatzfahrmasse.
Nach dem Ende des Zweiten Weltkrieges wurde die Nr. 13II als Reparationsleistung an die Sowjetunion abgegeben. Nr. 14II erhielt nach der Übernahme der MPSB durch die Deutsche Reichsbahn zum 1. April 1949 die Betriebsnummer 99 3361. Die Lokomotive war bis zum 3. September 1970 in Friedland im Einsatz. Im Mai 1972 wurde sie an das „Mohun Outdoor Steam Museum“ in Novato verkauft. Der geplante Aufbau einer Museumsstrecke kam nie in Gange. Deshalb wurde die Lokomotive zusammen mit anderem Fahrzeugen 1987 an die „La Porte County Historical Steam Society“ für den Betrieb auf der Museumsbahn Hesston Steam Museum verkauft. In den Jahren 1990 bis 1998 wurde die Lokomotive durch die Mitglieder des Vereines komplett überholt und wird weiterhin im Museumsbetrieb eingesetzt.

## Konstruktive Merkmale
Die Lokomotiven hatten einen Außenrahmen. Die Federung der Radsätze erfolgt durch obenliegende Blattfederpakete. Die beiden äußeren Blattfederpakete waren mit einem Ausgleichshebel verbunden. Der Masseausgleich der Radsätze erfolgte mit kreissegmentförmigen Massestücken die außerhalb des Rahmens am Kuppelzapfen angebracht waren.
Der Langkessel lag mit einer Kesselmitte von 1,485 m relativ hoch über dem Rahmen und bot einen freien Durchblick. Der Überhitzer war von der Bauart Schmidt. Hinter dem Schornstein war das Dampfläutewerk Latowski angeordnet. Der Dampfdom trug das Sicherheitsventil. Zwischen Dampfdom und Führerhaus befand sich der runde Sandkasten. Es wurde der erste und vierte Radsatz von vorn gesandet.
Das Zweizylinder-Heißdampftriebwerk mit Kolbenschieber war waagerecht angeordnet und arbeitete auf den dritten Radsatz. Das Triebwerk verfügte über eine Heusinger-Steuerung.
Die Deutsche Reichsbahn installierte einen AEG-Turbogenerator für die elektrische Beleuchtung. Als Lokbremse diente eine Dampfbremse.